# B. Nagy Pál
B. Nagy Pál (Szolnok, 1935. május 2. –) olimpiai bajnok magyar párbajtőrvívó, edző.

## Élete
1949-ben a Szolnoki MÁV SE párbajtőrvívójaként kezdett el sportolni. 1961-től 1972-ig szerepelt a magyar válogatottban. A világversenyeken összesen három érmet szerzett, valamennyi eredményét a magyar csapat tagjaként érte el. Egyéniben kétszer nyert magyar bajnoki címet. Az aktív sportolást 1972-ben fejezte be, a müncheni olimpián már nem vett részt. Pályafutása után veterán versenyeken szerepelt.
1965-ben a Sportvezető és Edzőképző Intézetben (SEKI) edzői oklevelet szerzett, és sportolói pályafutása utolsó két évében egyben egyesülete vívóedzője is volt. 1972-ben az edzőséggel is felhagyott. 1995-ben a szolnoki járműjavító üzem gépésztechnikusaként nyugdíjazták.
2010 májusától a szolnoki Véső úti sportcsarnok B. Nagy Pál nevét viseli.

## Sporteredményei
- olimpiai bajnok:
  - 1968, Mexikóváros: csapat (Fenyvesi Csaba, Kulcsár Győző, Nemere Zoltán, Schmitt Pál)
- világbajnoki 2. helyezett:
  - 1969, Havanna: csapat (Fenyvesi Csaba, Kulcsár Győző, Nemere Zoltán, Schmitt Pál)
- világbajnoki 3. helyezett:
  - 1967, Montréal: csapat (Fenyvesi Csaba, Kulcsár Győző, Nemere Zoltán, Schmitt Pál)
- világbajnoki 5. helyezett:
  - 1966, Moszkva: csapat (Gábor Tamás, Kulcsár Győző, Nemere Zoltán, Schmitt Pál)
- kétszeres magyar bajnok:
  - egyéni: 1965, 1970

## Elismerései
- Ezüst Pelikán-díj (2009)[2]
- MÁV SE Aranygyűrű (2010)[3]
- Szolnok díszpolgára (2015)